# 世界貿易中心協會
世界貿易中心協會（World Trade Centers Association，縮寫：WTCA）簡稱世貿中心協會，成立於1970年（第一個世界贸易中心的建立时间），是一個非盈利性，非政治性的協會，代表316個成員在91個國家，致力於建立和有效運作的世界貿易中心（世貿中心）的手段擴大貿易。

## 概述
世界貿易中心協會的創始原則是：
- 鼓勵世界貿易擴展。
- 以促進國際商業關係和各國間的了解。
- 為了促進更多地參與世界貿易中心的工業化國家。
- 創造並鼓勵相互援助與合作的成員。
- 要促進和促進世界貿易中心的概念。

世界貿易中心協會是由24名成員組成的國際董事會，高管組成的世界貿易中心協會成員在世界各地，並選出的成員。8個常設委員會已成立了執行工作的協會在以下領域：
- 設施和功能委員會。
- 國際關係和發展委員會。
- 規劃和財政委員會。
- 公共關係和信息委員會。
- 旅遊，旅遊及文化交流委員會。
- 商業教育，培訓和研究委員會。
- 商品交易會，貿易集市和高科技園區委員會。
- 符合世貿中心標準和品質委員會。
- 和平的委員會&穩定通過貿易。

## 外部連結
- （英文） 世界贸易中心協會 （页面存档备份，存于）